# ハイポイド

ハイポイドギヤ

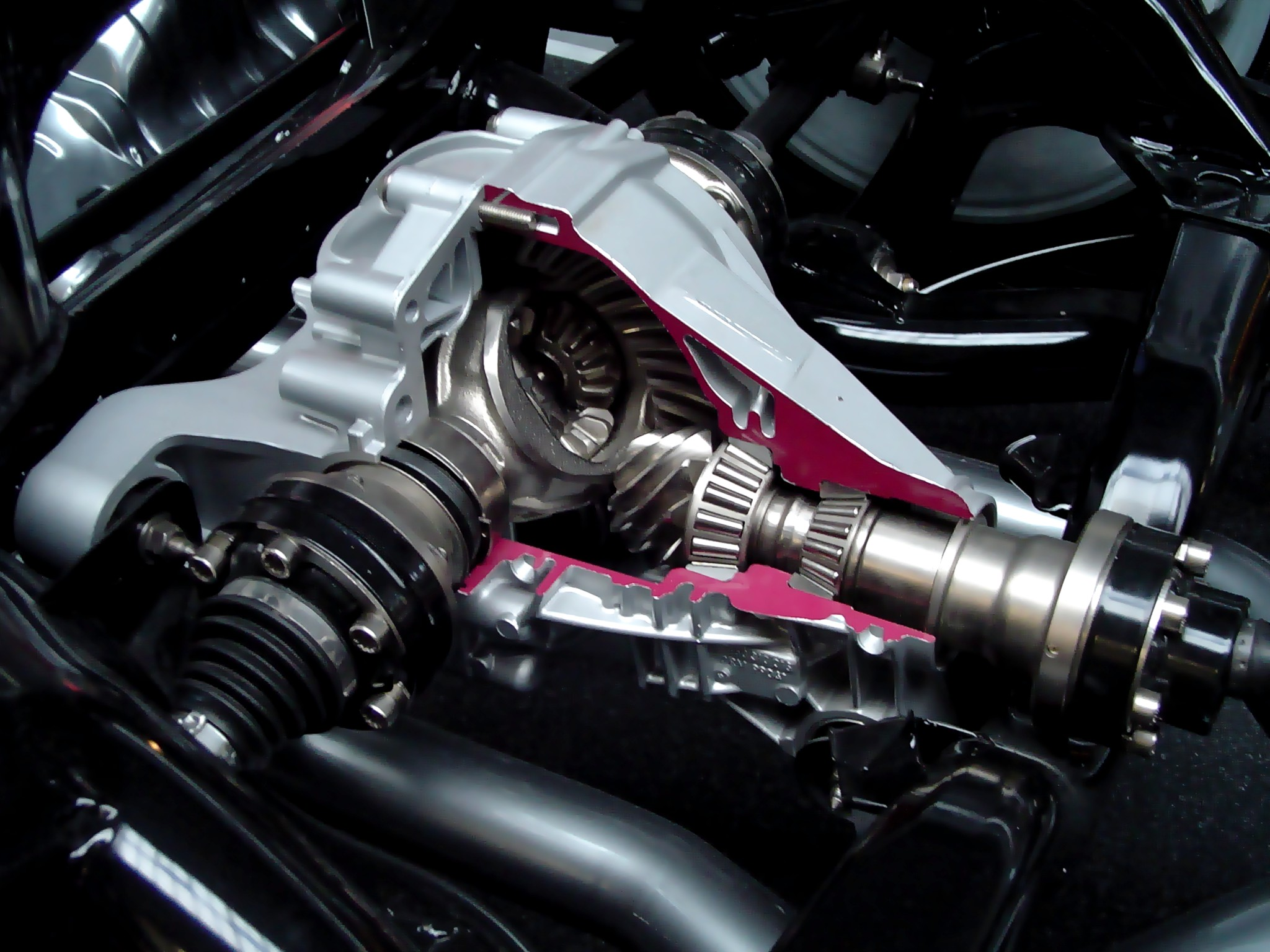
ハイポイドギヤ応用例
自動車のプロペラシャフトのピニオンギヤがデフギヤモジュールのリングギヤを駆動する部分（デフギヤ自身ではない）

ハイポイドギヤ（Hypoid gear）は、かさ歯車の一種で、自動車や鉄道車両の駆動系など大きなトルクの掛かる用途に使われる、入出力の2軸がねじれの位置にあることが特徴の歯車である。

## 概要
グリーソン社（en:Gleason Corporation）の商標で、日本では同社製品を扱っている株式会社ニッセイが「HYPOID」（ハイポイド）を図案を含む形で商標登録（登録番号第1681881号）している。歯の接触の都合上、もっぱらまがりばかさ歯車とするのだが、グリーソンのハイポイドギヤはそれだけではなく後述のウォームギヤに類似した性質も持っており、同社の特許および特許外の秘密（ノウハウ）が推測されてはいるが、他者による実用的成功例のない独占技術となっている。

## 特徴
ハイポイドという名称はハイパーボロイド（hyperboloid：双曲面）に由来する。ハイパーボロイドは双曲線（ハイパーボラ：hyperbola）を対称軸を中心に回転させた回転体であり、かさ歯車の2軸をねじれの位置にずらすと、そのような形状のかさにより互いに接触するようにできる。
一般に入出力の2軸がねじれの位置にあるウォームギヤに類似している点もあり、その場合ウォームギヤとウォームピニオンに相当するのがハイポイドギヤとハイポイドピニオンである。歯数比が大きいウォームギヤに近いものとした場合には、ウォームギヤと同様に動力はハイポイドピニオンからハイポイドギヤに伝達され大きい減速比となる特徴を持つ。
自動車のプロペラシャフトに繋がるリアディファレンシャル機構に採用した場合、軸がねじれの位置であることから、プロペラシャフトの位置が低くなり、キャビンの床を下げられるなどのメリットがある。
ハイポイドギヤは複数の歯が同時に噛み合うため、歯への負荷が分散する。このため通常のベベルギヤに比べ耐久性が高く、歯当たり音が小さく静かに動作する。しかし機械効率は低い。これはギヤとピニオンの接触部分が滑るようにして動力を伝達するため、ベベルギヤより摺動抵抗が大きくエネルギー損失が大きい（発熱が多い）ことに因る。摺動動作による歯間の極端な圧力下では効果的な潤滑を要するため、ハイポイドギヤには専用のギヤオイルが必要である。
このような歯車の商業的大量生産が可能な工作機械を製造・提供しているのが事実上グリーソン社のみであるが、日本では1958年に東洋歯車株式会社（当時）が自動車用ハイポイドギヤ歯切り盤の国産化を目指し、1978年3月には日本で初めてハイポイドギヤラップ盤の国産化に成功した。しかしグリーソン社の歯切り盤に比肩する歯切り盤の登場は1997年と遅かった。2022年現在でも東洋歯車を社名変更したジェイテクトギヤシステムが日本国内唯一のハイポイドギヤ歯切り盤メーカーである。